# Armando Fiorini
Armando Fiorini (Modena, 16 gennaio 1914 – Andora, 27 gennaio 1994) è stato un calciatore italiano, di ruolo portiere.

## Carriera
Iniziò la carriera nelle file del Modena, con cui disputò 35 incontri in Serie A tra il 1930 ed il 1932. Durante la sua militanza nel club emiliano stabilì un record: il 26 aprile 1931, all'età di 17 anni e 3 mesi, respinse il rigore calciato dal difensore della Triestina Lorenzo Gazzari, divenendo il più giovane portiere ad aver neutralizzato un penalty e l'unico portiere minorenne ad aver parato un rigore prima della seconda guerra mondiale nel campionato di massima serie italiano, primati mantenuti tuttora (ad oggi l'unico altro portiere minorenne ad aver respinto un rigore in Serie A è Gianluigi Donnarumma del Milan, il quale, più di 85 anni dopo, il 21 agosto 2016, alla prima giornata del campionato 2016-2017, parò il tiro di Andrea Belotti).